# 김극일 (조선)
김극일(金克一, 1382년 ∼ 1456년)은 조선 초기의 인물로서 그의 지극한 효성이 후세에 알려져 효자정려를 받은 효자. 야은 길재의 문인이다. 사시(私諡)는 절효(節孝)이다.

## 생애
1382년 청도군 이서면의 소미동(少微洞)에서 태어났다. 9세 때에 홍분방(紅粉榜)에 급제하였으며, 15세 때는 고려말(高麗末)의 대학자 야은(冶隱) 길재(吉再)의 문하에 들어가 수학하였고 벼슬을 마다하고 양친 봉양에 애썼다. 어머니의 등창을 빨아 낫게 하고, 아버지가 이질을 앓았을 때  대변을 맞보아 병을 알아내 낫게하였으며, 아버지와 어머니 두분이 돌아가시고는 시묘살이 6년 할 때 호랑이가 무덤 곁에 와 새끼를 낳아 기르고 있자 제사를 지내고 남은 음식을 주어 가축 기르듯 했다. 두 서모(庶母)를 섬기되 아버지가 살아 계셨을 때처럼 정성을 다했다.
1456년(세조 2년) 사육신(死六臣)이 화를 당하자 그는 이를 개탄하여 식음(食飮)을 끊고 앓다가 결국 그해에 75세로 별세하였다.
세종대왕 때 효자정려(孝子旌閭)이 세워졌고 속삼강행실도(續三綱行實圖)와 동국신속삼강행실도(東國新續三綱行實圖)에 실렸다.
| “ | 김극일(金克一)은 김해(金海)사람이다. 성품이 지극히 효도롭더니 어머니를 위하여 부스럼을 빨며, 아버지를 위하여 대변을 맛보며, 시묘(侍墓)를 여섯 해를 하더니 호랑이가 무덤 곁에 와 새끼 치거늘 제사(祭祀)하고 남은 것을 먹게 하되 집짐승 치듯 하더라. 아버지의 첩(妾) 둘이 있었는데 섬기기를 아버지 살아계실 때와 같이 하더니 죽으므로 기년상(朞年喪: 1년)을 입으니라. | ” |

## 가족 관계
- 아버지 : 김서(金湑, 1342년 (충혜왕 3년) ~ 1420년 (조선 세종 2년) 향년 79세로 별세), 의흥현감(義興縣監)
- 어머니 : 밀양 박씨(密陽朴氏) - 중서령(中書令) 박천봉(朴天鳳)의 딸
  - 동생 : 김태일(金兌一)
  - 처 : 경주 이씨(慶州李氏) - 한성판윤(漢城判尹) 이간(李暕)의 딸
    - 장남 : 김건(金健)
    - 자부 : 달성 서씨(達城徐氏) - 호조참의(戶曹參議) 서형수(徐亨秀)의 딸
      - 손자 : 김태석(金泰碩)
      - 손부 : 의성 김씨(義城金氏) - 판교(判校) 김한계(金漢啓)의 딸
        - 증손 : 김인손(金仁遜)
        - 증손부 : 고성 이씨(固城李氏) - 판윤(判尹) 이진무(李晋茂)의 딸
          - 현손 : 김적(金積)
          - 현손 : 김언겸(金彦謙)
          - 현손 : 김수(金秀)
          - 현손 : 김목(金穆)

        - 증손 : 김인복(金仁復)
        - 증손 : 김인숙(金仁淑)
        - 증손 : 김인량(金仁良)
        - 증손 : 박웅(朴雄)에게 출가
        - 증손 : 송창(宋昌)에게 출가
        - 증손 : 윤청(尹晴)에게 출가
        - 증손 : 현건(玄健)에게 출가
        - 증손 : 이근(李𧫴)에게 출가
        - 증손 : 반예(潘汭)에게 출가
        - 증손 : 박언정(朴彦貞)에게 출가

    - 차남 : 김맹(金孟)
    - 자부 : 진주 정씨(晉州鄭氏) - 집현전한림(集賢殿翰林) 정중건(鄭仲虔)의 딸
    - 자부 : 용인 이씨(龍仁李氏) - 형조참의(刑曹參議) 이양(李讓)의 딸, 이유번(李有蕃)의 손녀, 공조전서(工曹典書) 이중순(李中順)의 증손녀
      - 손자 : 김준손(金駿孫)
      - 손자 : 김기손(金驥孫)
      - 손자 : 김일손(金馹孫)

    - 삼남 : 김용(金勇)
    - 자부 : 최씨(崔氏)
      - 손자 : 김한손(金漢孫)
      - 손자 : 김한석(金漢碩)
      - 손자 : 김한주(金漢柱)
      - 손자 : 김한견(金漢堅)
      - 손자 : 김한만(金漢萬)

    - 사남 : 김순(金順)
    - 자부 : 김해 송씨(金海宋氏) - 판사(判事) 송포(宋褒)의 딸, 이조좌랑(吏曹佐郞) 송득시(宋得時)의 손녀
      - 손자 : 김백견(金伯堅)
      - 손자 : 김중견(金仲堅)
      - 손자 : 김숙견(金叔堅)

    - 오남 : 김인(金靭)
    - 자부 : 밀양 박씨(密陽朴氏) - 직장(直長) 박희맹(朴希孟)의 딸, 병마사(兵馬使) 박저생(朴祗生)의 손녀, 전서(典書) 박침(朴枕)의 증손녀
      - 손자 : 김유손(金騮孫)
      - 손자 : 김태손(金泰孫)
      - 손자 : 김철손(金鐵孫)
      - 손자 : 김옥손(金玉孫)
      - 손자 : 김원손(金原孫)

    - 육남 : 김현(金鉉)
    - 자부 : 창녕 성씨(昌寜成氏) - 성이환(成以煥)의 딸
    - 자부 : 이씨(李氏) - 참봉(參奉) 이흥(李興)의 딸
      - 손자 : 김낙손(金洛孫)
      - 손자 : 김석손(金馬+昔孫)
      - 손자 : 김광손(金輄孫)
      - 손자 : 김호형(金好亨)
      - 손자 : 김붕손(金鵬孫)
      - 손자 : 김인걸(金仁傑)
      - 손자 : 김곤손(金鵾孫)
      - 손자 : 김연손(金連孫)
      - 손자 : 김세손(金世孫)
      - 손녀 : 김한은(金漢恩)에게 출가